# Канадские баптисты Западной Канады
Канадские баптисты Западной Канады (англ. Canadian Baptists of Western Canada), ранее называвшиеся Баптистским союзом Западной Канады (англ. Baptist Union of Western Canada), — умеренная баптистская христианская ассоциация церквей в Британской Колумбии, Альберте, Саскачеване, Манитобе, Юконе и Северо-Западных территориях Канады.

## История
Баптисты в западной Канаде появились в Манитобе в 1860-х годах, официально организовавшись в 1884 году с учреждением Баптистской конвенции Манитобы и Северо-Запада (англ. Baptist Convention of Manitoba and the Northwest).
В 1897 году баптисты Британской Колумбии организовали съезд, объединились в представляющую 201 церковь и 11 000 прихожан Баптистскую конвенцию Западной Канады (англ. Baptist Convention of Western Canada) в 1907 году. Название было изменено на Баптистский союз Западной Канады (англ. Baptist Union of Western Canada) в 1909 году. Под этим названием ассоциация работала до 2007 года.
В 1944 году Баптистский союз Западной Канады объединился с Объединённой баптистской конвенцией Приморья и Баптистской конвенцией Онтарио и Квебека, чтобы сформировать Баптистскую федерацию Канады (англ. Baptist Federation of Canada) в качестве национального координирующего органа.
В 1970 году к федерации присоединился Союз французских баптистских церквей Канады (фр. l'Union d'Eglises Baptistes Francaises au Canada).
В 1995 году федерация из четырёх ассоциаций была переименована в Канадскую баптистскую федерацию и объединилась с Канадскими баптистскими служениями, которые теперь функционируют как общее информационное подразделение всех четырёх ассоциаций.
С 1959 года ассоциации рукополагают женщин-пасторов.
В 2007 году Баптистский союз Западной Канады изменил свое название на «Канадские баптисты Западной Канады», чтобы лучше отразить свою национальную идентичность и западное географическое расположение.
Ключевые фигуры в истории Баптистского союза Западной Канады включают: Томми Дугласа (баптистский священник в Уэйберне, Саскачеван, и политик, занимающийся реформированием здравоохранения), Уильяма Аберхарта (радиоведущий Альберты и премьер-министр Альберты), премьер-министра Джона Дифенбейкера.

## Статистика
Согласно переписи, опубликованной ассоциацией в 2020 году, она состояла из 180 церквей.

## Убеждения
Ассоциация следует баптистскому исповеданию веры. Богословские позиции группы — евангелические. Союз является членом Канадского баптистского служения, Канадского совета церквей и Евангелического братства Канады.

## Структура
Канадские баптисты Западной Канады разделены на три региона: Британская Колумбия и Юкон, Альберта и регион Хартленд (Саскачеван и Манитоба). Работу деноминации контролируют исполнительный священник, три региональных священника и административный персонал. Совет директоров избирается из числа церквей-членов на ассамблее, проводимой раз в два года, и отвечает за общее управление ассоциации. Головной офис ассоциации находится в Калгари, Альберта.
Штаб-квартира находится в Калгари, Альберта, Канада.

## Связанные учреждения
Ассоциация владеет шестью детскими лагерями в Западной Канаде: Keats Camps в Британской Колумбии, Gull Lake Centre, баптистский лагерь Mill Creek и Camp Wapiti в Альберте, а также The Quest в Christopher Lake и баптистский лагерь Katepwa в Саскачеване. Продовольственные банки и гуманитарные программы под эгидой ассоциации действуют под названием «Mustard Seed», в Калгари, Эдмонтоне и Виктории. Теологический колледж Кэри в Ванкувере обеспечивает большую часть богословской подготовки в ассоциации. Институт Уильяма Кэри в Ванкувере обеспечивает обучение на бакалавриате.